# Partido di Pellegrini
Il partido di Pellegrini è un dipartimento (partido) dell'Argentina facente parte della provincia di Buenos Aires.

## Geografia
La suddivisione provinciale ha una popolazione di circa 6.000 abitanti in un'area di 1.853 km², il suo capoluogo Pellegrini si trova a circa 490 km da Buenos Aires.
Il Partido è chiamato in onore di Carlos Pellegrini (1846-1906), governatore di Buenos Aires e presidente dell'Argentina.

## Località
- Pellegrini  5.115 abitanti
- Bocayuva      83 abitanti
- De Bary         63 abitanti

## Intendentes
| Intendente           | Periodo del mandato                  | Partito politico |
| Mario Luis Espada    | 10 dicembre 1983 - 10 dicembre 1987  | UCR              |
| Jorge Oscar Scoccia  | 10 dicembre 1987 - 10 dicembre 1991  | PJ               |
| Emir López           | 10 dicembre 1991 - 10 dicembre 1995  | PJ               |
| Roberto Etchegaray   | 10 dicembre 1995 - 30 agosto 2005    | UCR              |
| Miguel Ángel Pacheco | 30 agosto 2005 - 10 dicembre de 2015 | UCR              |
| Guillermo Pacheco    | 10 dicembre de 2015 - attuale        | UCR              |